# Liste du patrimoine mondial en Arménie
Cet article recense les sites inscrits au patrimoine mondial en Arménie.

## Statistiques
L'Arménie ratifie la Convention pour la protection du patrimoine mondial, culturel et naturel le 5 septembre 1993. Le premier site protégé est inscrit 1996 lors de la 20e session du Comité du patrimoine mondial. 
En 2013, l'Arménie compte 3 sites inscrits au patrimoine mondial, tous de type culturel.
Le pays a également soumis 4 sites à la liste indicative, 2 culturels et 2 mixtes.

## Listes

### Patrimoine mondial
Les biens arméniens suivants sont inscrits au patrimoine mondial en 2025.
| Id.  | Bien                                                                          | Région(s)        | Année | Superficie (ha) | Critères et notes                                                                                      | Coordonnées | Illus. |
| ---- | ----------------------------------------------------------------------------- | ---------------- | ----- | --------------- | --- | --- | ------ |
| 1011 | Cathédrale et les églises d'Etchmiadzine et le site archéologique de Zvarnotz | Armavir          | 2000  | 74              | Culturel, (ii), (iii) Six éléments distincts : - Site archéologique de Zvartnots                       | 40° 09′ 42″ N, 44° 17′ 28″ E 40° 09′ 27″ N, 44° 17′ 31″ E 40° 09′ 33″ N, 44° 17′ 32″ E 40° 10′ 01″ N, 44° 18′ 35″ E 40° 10′ 05″ N, 44° 18′ 18″ E 40° 09′ 37″ N, 44° 20′ 12″ E |        |
| 960  | Monastère de Gherart et la haute vallée de l'Azat                             | Ararat et Kotayk | 2000  | 2,7             | Culturel, (ii)                                                                                         | 40° 09′ 32″ N, 44° 47′ 48″ E |        |
| 777  | Monastères de Haghbat et de Sanahin                                           | Lorri            | 1996  | 2,65            | Culturel, (ii), (iv) Comprend, outre les monastères de Haghbat et de Sanahin, le pont de Sanahin (hy). | 41° 05′ 42″ N, 44° 42′ 37″ E 41° 05′ 14″ N, 44° 39′ 58″ E 41° 05′ 56″ N, 44° 39′ 27″ E                                                                                        |        |

### Liste indicative
Les biens suivants sont inscrits sur la liste indicative du pays en avril 2025. Les noms fournis par l'Arménie sont en anglais : la traduction en français est donnée ici à titre indicatif.